# Серо-бурая акула
Серо-бурая акула, или пилозубая рифовая акула (лат. Carcharhinus sorrah) — один из видов рода серых акул, семейство Carcharhinidae. Распространённый вид акул, обитающий между 31°с. ш. и 31°ю.ш на континентальном и островном шельфе близко к берегу на глубине до 140 м. Предпочитает песчаное дно, но встречается и вблизи коралловых рифов. Днём держится у дна, а ночью поднимается к поверхности. Как правило, перемещается на короткие дистанции, не превышающие 50 км, но есть данные о миграциях на расстояние свыше 1000 км.

## Ареал
Пилозубая рифовая акула встречается в индо-западной части Тихого океана: в Красном море и у берегов Восточной Африки (включая Мадагаскар, Маврикий и Сейшельские острова), на Филиппинах, от северного побережья Китая до Австралии, а также островов Санта-Крус. Возможно, присутствует в Аденском заливе, Оманском заливе и у берегов Шри-Ланки.

## Описание
Пилозубая рифовая акула имеет веретенообразное тело с длинной, округлой мордой, большие круглые глаза, края зубов покрыты зазубринами, второй спинной плавник очень низкий. Между первым и вторым спинными плавниками имеется гребень.
Тёмные кончики второго спинного, грудных и нижней лопасти хвостового плавников. Кончики первого спинного плавника, брюшных плавников и верхней лопасти хвостового плавника тоже имеют тонкую, но заметную тёмную маркировку. Окрас серый или серо-коричневый, брюхо белое, область между глазами и жаберные щели имеют золотисто-коричневый оттенок (у живых акул).

## Биология и экология
Молодые особи предпочитают держаться на прибрежном мелководье. Carcharhinus sorrah достигает длины 160 см, максимальный зафиксированный вес — 28 кг. Максимальная задокументированная продолжительность жизни 8 лет. Подобно прочим представителям рода серых акул, являются живородящими; развивающиеся эмбрионы получают питание посредством плацентарной связи с матерью, образованной опустевшим желточным мешком.
В Австралии половая зрелость у акул вида Carcharhinus sorrah наступает при достижении длины 90 см (самцы) и 95 см (самки) в возрасте 2—3 года. Беременность длится 10 месяцев. Самка приносит потомство один раз в год. В помёте от 1 до 8 акулят (в среднем 3). Размер новорожденных около 50 см. Темпы роста несовершеннолетних составляют 20 см в течение первого года, по достижении акулами 5-летнего возраста прирост снижается до 5 см в год. Рацион Carcharhinus sorrah состоит из костистых рыб (например, тунцов и морских окуней), головоногих моллюсков и ракообразных.

## Взаимодействие с человеком
Пилозубая рифовая акула не представляет опасности для человека. Регулярно попадает в качестве прилова в жаберные сети и ярусы. Подвергается серьезному давлению со стороны рыбного промысла, особенно в Красном море и Аденском заливе, также страдает от ухудшения условий среды обитания. Добыча этих акул у берегов северной Австралии регулируется. МСОП оценил статус сохранности этого вида, как «Близкий к уязвимому положению» (NT).